# Obbedienza e libertà. Critica e rinnovamento della coscienza cristiana
Obbedienza e libertà. Critica e rinnovamento della coscienza cristiana è un saggio di Vito Mancuso pubblicato da Fazi Editore nel 2012 nella collana Campo dei Fiori.
L'opera è formata da un capitolo di introduzione (Il senso di questo libro) e da un corpo di otto capitoli che trattano temi e questioni importanti del dibattito contemporaneo (L'Inquisizione e la dottrina, Sul motto episcopale di Martini, La teologia politica del Grande Inquisitore, L'anima spirituale, ovvero la libertà, Il primato della coscienza, Laicità, Dialogo tra le religioni, Teologia e libertà della mente). Tutti seguono il nuovo metodo che deve essere applicato alla ricerca spirituale moderna, di radicale onestà intellettuale che risponda al principio di autenticità senza alcuna “sudditanza” a ciò che non sia adesione alla verità. 
Mancuso auspica che la fede sia liberata dalla configurazione dottrinaria di cui è stata rivestita nei secoli, che sia spezzata la subordinazione della teologia alla Chiesa il cui valore, come comunità e come istituzione, non viene posto in discussione; auspica il superamento della identità tra verità e dottrina e l'acquisizione di una concezione "dinamico-evolutiva" della verità che si identifica col bene che “si fa” nella vita. 
Emerge un importante contributo all'epistemologia teologica che tiene presente l'oggi e la domanda che porta con sé ed indica la prospettiva da cui guardarlo, che dà il primato alla vita concreta ed ha una nuova visione del rapporto Dio-mondo, una cristologia ed una soteriologia rinnovate; che in antropologia considera ogni singolo uomo come opera della creazione continua di Dio, mentre la liturgia e l'ecclesiologia sono intese come consapevole esercizio della spiritualità, infine considera l'etica legata alla situazione concreta. Alla base di questa nuova metodologia c'è come metodo di valutazione la qualità della relazione che definisce anche la teologia mancusiana chiamata appunto “teologia cristiana della relazione”. 
La relazione è l'elemento specifico del Cristianesimo essendo Cristo “paradigma della perfetta relazionalità, pienamente verticale (amore per Dio in quanto origine e meta dell'essere) e pienamente orizzontale (amore per il prossimo e per ogni frammento di essere) .
Il capitolo conclusivo contiene un invito a considerare con onestà intellettuale il comportamento della Chiesa durante i secoli nei confronti del pensiero filosofico e della ricerca scientifica quando è prevalso il principio di autorità che ha fatto perdere forza alla religione cattolica e termina con una sollecitazione a fare chiarezza sui punti ancora rimasti irrisolti.
Il fisico teorico Claudio Verzegnassi dell'Università di Trieste nel suo La luce della Conoscenza: da Prometeo al bosone di Higgs nel parlare dell'energia oscura fa delle considerazioni interessanti anche a livello filosofico e teologico ed aggiunge: “Coloro che fossero sensibili a un confronto con possibili descrizioni teologiche, potrebbero trovare profondi motivi di riflessione per esempio nella lettura del libro Obbedienza e Libertà di Vito Mancuso che discute il perché della creazione e dell'evoluzione dell'universo”.

## Riconoscimenti
Il lavoro ha vinto il Premio Nazionale Rhegium Julii di Saggistica nel 2012.